# Paraphaenocladius nearcticus
Paraphaenocladius nearcticus är en tvåvingeart som beskrevs av Ole Anton Saether och Wang 1995. Paraphaenocladius nearcticus ingår i släktet Paraphaenocladius och familjen fjädermyggor.
Artens utbredningsområde är Tennessee. Inga underarter finns listade i Catalogue of Life.